# The Tide Is Turning
"The Tide Is Turning (After Live Aid)", más conocido simplemente cómo "The Tide Is Turning" (en español "la marea está cambiando") es la última canción del segundo álbum de estudio de Roger Waters, Radio K.A.O.S. Fue lanzado como tercer sencillo del disco, en noviembre de 1987. Una versión grabada en vivo fue publicada cómo segundo sencillo del primer trabajo en directo de Waters, The Wall - Live in Berlin en noviembre de 1990.

## Antecedentes
Aunque Waters había ofrecido sus servicios para el concierto de Live Aid en 1985 y fue rechazado por el organizador Bob Geldof, el evento aún lo inspiró para escribir esta canción. Durante la grabación del álbum Radio KAOS, que termina con un simulacro de ataque nuclear en la canción "Four Minutes", su compañía discográfica le informó de que el álbum era demasiado sombrío y necesitaba un final más optimista. Waters entonces grabó el tema y agregó que "la marea está cambiando" para dar al álbum un final más optimista.

## Lanzamiento
Se publicó como un sencillo en CD que incluía una versión en vivo de la canción de Pink Floyd "Money", la cual fue escrita por Waters para el exitoso disco de 1973 The Dark Side of the Moon. Fue grabada en la Gira Radio K.A.O.S. , en la que recorrió los Estados Unidos y Canadá durante cuatro meses. 
También incluye una pista que fue grabada en las sesiones de Radio K.A.O.S. pero no se incluyó en el mismo. "Get Back To Radio" (el cual es un demo), fue escrita originalmente para abrir el álbum, pero más tarde se desechó después de que la historia de Radio KAOS se había desarrollado plenamente.
El tema no hace referencia Billy o a la historia de Radio KAOS.

## The Wall - versión en directo en Berlín
Waters interpretó "The Tide Is Turning" junto a Joni Mitchell, Cyndi Lauper, Bryan Adams, Van Morrison con The Band y Paul Carrack y la Rundfunk Orchestra & Choir en el concierto de 1990, The Wall Live in Berlin. Se utilizó como el número de cierre en la famosa actuación de Waters de The Wall, remplazando Outside The Wall, la cual es el tema de cierre en The Wall y en las giras de 1980-1981 y 2010-2013.

## Lista de canciones

### Sencillo de Radio K.A.O.S.
| UK 7" single |                       |          |  |
| N.º          | Título                | Duración |  |
| 1.           | «The Tide Is Turning» | 5:43     |  |
| 2.           | «Money (en vivo)»     | 8:41     |  |

| UK CD / 12" single |                            |          |  |
| N.º                | Título                     | Duración |  |
| 1.                 | «The Tide Is Turning»      | 5:43     |  |
| 2.                 | «Money (en vivo)»          | 8:41     |  |
| 3.                 | «Get Back to Radio (Demo)» | 4:46     |  |

| Australia 7" single |                       |          |  |
| N.º                 | Título                | Duración |  |
| 1.                  | «The Tide Is Turning» | 5:43     |  |
| 2.                  | «The Powers That Be»  | 4:36     |  |

### Sencillo de The Wall - Live in Berlin
| 7" single |                                    |          |  |
| N.º       | Título                             | Duración |  |
| 1.        | «The Tide Is Turning (7" version)» | 5:44     |  |
| 2.        | «Nobody Home»                      | 4:45     |  |

| CD / 12" single |                                    |          |  |
| N.º             | Título                             | Duración |  |
| 1.              | «The Tide Is Turning (7" version)» | 5:44     |  |
| 2.              | «Nobody Home»                      | 4:45     |  |

## Listas
| Listas (1987)                  | Posición |
| ------------------------------ | -------- |
| Reino Unido (UK Singles Chart) | 54       |

## Historia de lanzamiento

### Sencillo de Radio KAOS
| Región      | Date                    | Formato(s) |
| ----------- | ----------------------- | ---------- |
| Reino Unido | 16 de noviembre de 1987 | 7" single  |
| Reino Unido | 16 de noviembre de 1987 | 12" single |
| Reino Unido | 16 de noviembre de 1987 | CD single  |
| Australia   | 5 de diciembre de 1987  | 7" single  |

### Sencillo de The Wall - Live in Berlin
| Región | Date                    | Formato(s)     |
| ------ | ----------------------- | -------------- |
| Europa | 19 de noviembre de 1990 | 7" single      |
| Europa | 19 de noviembre de 1990 | 12" single     |
| Europa | 19 de noviembre de 1990 | sencillo en CD |